# Khai Giang
Khai Giang (chữ Hán giản thể: 开江县, Hán Việt: Khai Giang huyện) là một huyện thuộc địa cấp thị Đạt Châu, tỉnh Tứ Xuyên, Cộng hòa Nhân dân Trung Hoa. Huyện Khai Giang có diện tích 1.033 km², dân số năm 2002 là 540.000 người.

## Phân chia hành chính
Huyện này được chia ra thành các đơn vị hành chính gồm 10 trấn, 10 hương:
- Trấn: Tân Ninh, Phổ An, Trách Thị, Hồi Long, Thiên Sư, Vĩnh Hưng, Giảng Trị, Cam Đường, Quảng Phúc, Sa Bá Trường.
- Hương: Kỵ Long, Trường Điền, Tân Thái, Linh Nham, Mai Gia, Trường Lĩnh, Tân Nhai, Tĩnh An, Bạt Diệu, Ngọc Thạch.